# Slow Train Coming
Slow Train Coming ist das 19. Studioalbum von Bob Dylan, das von Columbia Records im August 1979 veröffentlicht wurde.

## Entstehungsgeschichte
Slow Train Coming ist nach dem stark kritisierten Street Legal das erste von drei Alben aus Dylans religiöser Phase. Die Texte sind geprägt aus seinem neuen Verständnis als wiedergeborener Christ, was aufseiten der Fans, aber auch der Kritik zu einigem Erstaunen führte. Die musikalische Produktion wurde im Gegensatz zum Vorgängeralbum jedoch als deutlich ausgereifter gelobt.
Als Begleitmusiker sind Mark Knopfler und Pick Withers vertreten, die im Jahr zuvor mit ihrem Debütalbum Dire Straits erfolgreich gewesen waren.
Dylan gewann mit Gotta Serve Somebody bei den Grammy Awards 1980 den Preis in der Kategorie Beste männliche Gesangsdarbietung – Rock.
Auf der CD-Box The Bootleg Series Vol. 13: Trouble No More 1979 – 1981 befinden sich Outtakes und Live-Versionen des Albums.

## Titelliste
Seite 1 (LP)
1. Gotta Serve Somebody – 5:23
2. Precious Angel – 6:30
3. I Believe in You – 5:08
4. Slow Train – 5:57

Seite 2 (LP)
1. Gonna Change My Way of Thinking – 5:27
2. Do Right to Me Baby (Do Unto Others) – 3:52
3. When You Gonna Wake Up – 5:28
4. Man Gave Names to All the Animals – 4:25
5. When He Returns – 4:29

## Rezeption
- Der Musikjournalist Robert Christgau kritisierte zwar die Eindimensionalität der Texte, nannte aber Slow Train Coming das beste Album seit Blood on the Tracks. Positiv wurde Mark Knopfler erwähnt, dem Christgau eine Studiokarriere prophezeite. Zudem warf er die Frage auf, warum man Dylans christliche Neuausrichtung überhaupt ernster nehmen sollte als andere Arten von „Hippie Bullshit“. In der Bewertung erhielt das Album ein B+.[3]
- Im Rolling Stone schrieb Jann S. Wenner, es brauche nur einen einzigen Hördurchgang bis klar sei, dass Slow Train Coming das beste Dylan-Album seit The Basement Tapes ist. Jedoch sei dies aufgrund des „Geschreis als Wiedergeborener“ nur schwer zu erkennen. Wenner hob die Qualität der Begleitmusiker hervor und beschrieb Knopflers wütende Solos. Dieser sei der beste neue Gitarrist seit Jahren. Musikalisch sei das Album herausragend, bei When He Returns spiele der Text jedoch keine Rolle – Wenner höre dort nur eine Stimme.[4]
- Auf Allmusic schrieb Stephen Erlewine, niemand habe ahnen können, dass Dylan auf Slow Train Coming zum Christentum finden und die Philosophie der Wiedergeburt mit Enthusiasmus aufnehmen werde. Doch scheine die Wandlung positive musikalische Folgen gehabt zu haben, es sei schwierig den revitalisierten Sound zu übersehen. In der Bewertung erhielt das Album drei von fünf Sternen.[5]

## Kommerzieller Erfolg

### Chartplatzierungen
Slow Train Coming erreichte Platz 3 der Billboard 200, die Single Gotta Serve Somebody Platz 24 der Billboard Hot 100.
| ChartsChartplatzierungen       | Höchstplatzierung | Wochen/ Monate |
| ------------------------------ | ----------------- | -------------- |
| Deutschland (GfK)              | 22 (3 Mt.)        | 3 Mt.          |
| Österreich (Ö3)                | 11 (2 Mt.)        | 2 Mt.          |
| Vereinigte Staaten (Billboard) | 3 (26 Wo.)        | 26 Wo.         |
| Vereinigtes Königreich (OCC)   | 2 (13 Wo.)        | 13 Wo.         |

### Auszeichnungen für Musikverkäufe
Das Album wurde von der RIAA im Mai 1980 mit Platin ausgezeichnet.
| Land/Region                  | Auszeichnungen für Musikverkäufe (Land/Region, Auszeichnung, Verkäufe) | Verkäufe  |
| ---------------------------- | ---------------------------------------------------------------------- | --------- |
| Australien (ARIA)            | Platin                                                                 | 70.000    |
| Frankreich (SNEP)            | 2× Gold                                                                | 200.000   |
| Kanada (MC)                  | 2× Platin                                                              | 200.000   |
| Neuseeland (RMNZ)            | 2× Platin                                                              | 40.000    |
| Vereinigte Staaten (RIAA)    | Platin                                                                 | 1.000.000 |
| Vereinigtes Königreich (BPI) | Gold                                                                   | 100.000   |
| Insgesamt                    | 3× Gold · 6× Platin ·                                                  | 1.608.000 |

Hauptartikel: Bob Dylan/Auszeichnungen für Musikverkäufe